# صياد وجامع غربي

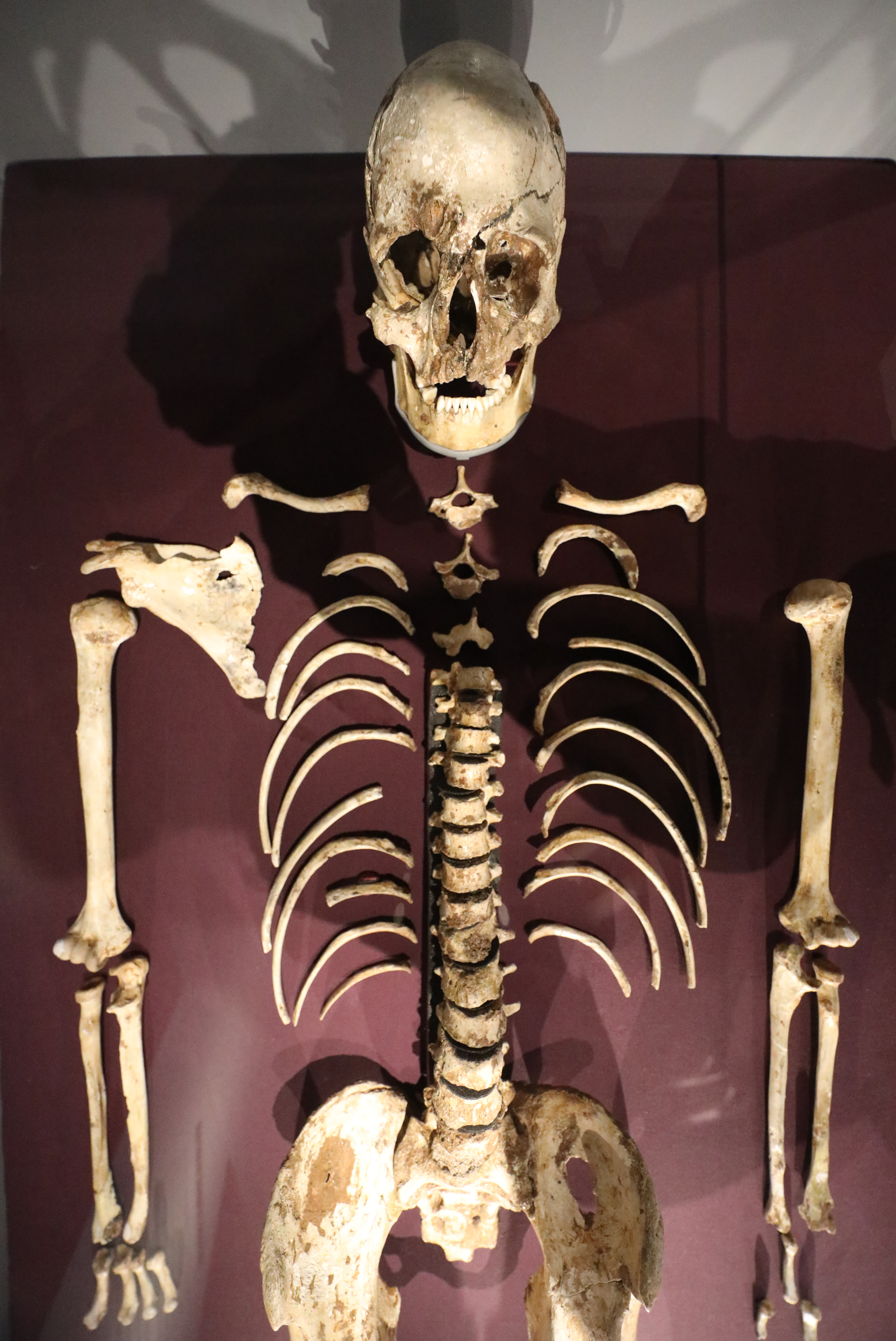
تم العثور على إنسان شيدر، الموجود في بريطانيا العظمى ، على النمط الوراثي صياد- جامع غربي.

في علم الآثار ، فإن مصطلح Western Hunter-Gatherer ( WHG ) أو صياد جامع غربي أو صياد جامع غربي أوروبي يسمي مكونًا سلفًا متميزًا للأوروبيين المعاصرين، ويمثل النسب من مجموعة من الصيادين وجامعي الثمار الميزوليتية المنتشرة في الغرب والجنوب والوسط . أوروبا، من الجزر البريطانية في الغرب إلى جبال الكاربات في الشرق. 

## بحث
لازاريديس وآخرون (2014) حددوا نمط الصياد الجامع الغربي كعنصر أسلاف متميز. تم العثور على أنهم ساهموا في النسب لجميع الأوروبيين المعاصرين ، بما في ذلك المزارعون الأوروبيون الأوائل (EEF) ، الذين كانوا ، مع ذلك ، من أصل الأناضول. اقترحوا أن WHGs انفصلت عن شرق أوراسيا حوالي 40.000 BP ، ومن شمال أوراسيا القديمة (ANE) حوالي 24000 BP. 